# Dingo (série de courts métrages)
Pour la filmographie complète de Dingo, voir Filmographie de Dingo. Pour le personnage, voir Dingo (Disney).
Dingo est une série de courts métrages d'animation ayant pour héros le personnage Dingo, débutée en 1939 ainsi que les autres séries directement associées : la série Donald et Dingo (6 courts métrages entre 1938 et 1947) et la sous-série des Comment… (How to…) initiée en 1941.

## Années 1930

### 1939
- Dingo et Wilbur (Goofy and Wilbur) Le premier film de la série Dingo.

## Années 1940

### 1940
- Le Planeur de Dingo (Goofy's Glider)

### 1941
- Attention fragile (Baggage Buster)
- Leçon de ski (The Art of Skiing)
- Dingo champion de boxe ou L'art de l'auto-défense (The Art of Self Defense)
- Comment faire de l'équitation ou Dingo fait de l'équitation (How to Ride a Horse). Inclus dans Le Dragon récalcitrant.

### 1942
- Dingo joue au baseball (How to Play Baseball)
- Dingo champion olympique (The Olympic Champ)
- Comment être un bon nageur (How to Swim)
- Dingo va à la pêche (How to Fish)
- El Gaucho Goofy. Inclus dans le long-métrage Saludos Amigos.

### 1943
- Vive le pogostick (Victory Vehicles). Apparition de Pluto.

### 1944
- Pour être un bon marin (How to Be a Sailor)
- Le Golf (How to Play Golf)
- Dingo joue au football (How to Play Football)

### 1945
- La Chasse au tigre (Tiger Trouble). Avec l'éléphante Dolorès.
- Souvenir d'Afrique (African Diary)
- En route pour l'Ouest (Californy 'er Bust)
- La Castagne (Hockey Homicide)

### 1946
- Chevalier d'un jour (A Knight for a Day)
- Double Dribble (id.). Apparition de Buddy.

### 1947
- Dingo va à la chasse (Foul Hunting)

### 1948
- Ils sont partis (They're Off)
- Dingo et Dolorès (The Big Wash). Avec l'éléphante Dolorès.

### 1949
- Dingo joue au tennis (Tennis Racquet)
- Dingo fait de la gymnastique (Goofy Gymnastics)

## Années 1950

### 1950
- Automaboule (Motor Mania)
- Le petit oiseau va sortir (Hold That Pose) Avec Nicodème (Humphrey)

### 1951
- Dingo et le Lion (Lion Down). Avec Louis le lion.
- Dingo architecte (Home Made Home)
- Guerre froide (Cold War). Avec le Rhume.
- On jeûnera demain (Tomorrow We Diet)
- Vive la fortune (Get Rich Quick)
- Papa Dingo (Fathers Are People)
- Défense de fumer (No Smoking)

### 1952
- Papa, c'est un lion (Father's Lion). Avec Louis le lion.
- Hello, aloha (id.)
- Tout doux, toutou (Man's Best Friend)
- Dingo cow-boy (Two-Gun Goofy)
- Dingo professeur (Teachers Are People)
- Dingo en vacances (Two Weeks Vacation)
- Dingo détective (How to Be a Detective)

### 1953
- Papa est de sortie (Father's Day Off)
- Dingo toréador (For Whom the Bulls Toil)
- Le Week-end de papa (Father's Week End)
- L'Art de la danse (How to Dance)
- Comment dormir en paix (How to Sleep)

## Années 1960

### 1961
- Dingo fait de la natation (Aquamania)

## Années 2000

### 2007
- Comment brancher son home cinéma (How to Hook Up Your Home Cinema)

## SérieDonald et Dingo
- 1938 : Trappeurs arctiques (Polar Trappers)
- 1938 : La Chasse au renard (The Fox Hunt). Apparitions de Mickey, Minnie, Horace, Clarabelle et Clara Cluck.
- 1940 : Colleurs d'affiches (Billposters). Donald et Dingo chantent Sifflez en travaillant de Blanche-Neige et les Sept Nains (1937).
- 1945 : Donald et Dingo marins (No Sail)
- 1946 : Donald, ramenez-le vivant (Frank Duck Brings 'em Back Alive)
- 1947 : Déboires sans boire (Crazy with the Heat). Dernier film de  la série Donald et Dingo.

## SérieComment... (How to...)
- 1941 : Comment faire de l'équitation (How to Ride a Horse). Inclus dans Le Dragon récalcitrant.
- 1942 : Dingo joue au baseball (How to Play Baseball)
- 1942 : Comment être un bon nageur (How to Swim)
- 1942 : Dingo va à la pêche (How to Fish)
- 1944 : Pour être un bon marin (How to Be a Sailor)
- 1944 : Le Golf (How to Play Golf)
- 1944 : Dingo joue au football (How to Play Football)
- 1952 : Dingo détective (How to Be a Detective)
- 1953 : L'Art de la danse (How to Dance)
- 1953 : Comment dormir en paix (How to Sleep)
- 2007 : Comment brancher son home cinéma (How to Hook Up Your Home Cinema)

Certains courts métrages peuvent également être associés à la série, de par leur sujet, même si leur titre diffère :
- 1945 :  La Castagne (Hockey Homicide) – Hockey sur glace
- 1946 : Double Dribble (id.) – Basket
- 1947 : Dingo va à la chasse (Foul Hunting) – Chasse au canard
- 1948 : Ils sont partis (They're Off) – Courses hippiques
- 1949 : Dingo joue au tennis (Tennis Racquet)
- 1949 : Dingo fait de la gymnastique (Goofy Gymnastics)
- 1950 : Le petit oiseau va sortir (Hold That Pose) – Photographie
- 1951 : Défense de fumer (No Smoking) – Tabagisme